# Gaël Taburet
Pour les articles homonymes, voir Taburet.
Gaël Taburet, né le 12 novembre 1919 à Messac (Ille-et-Vilaine) et mort le 10 février 2017 à Cannes, était un pilote d'avion français. 

## Biographie
Il était le dernier survivant des pilotes français du Normandie-Niemen depuis le décès de Jean Sauvage,, et le dernier survivant de tous les pilotes après le décès d'Ivan Moltchanov.
En 2020, pour honorer sa mémoire, le Conseil Départemental d'Ille et Vilaine a décidé de donner le nom de "Gaël-Taburet" au nouveau collège d'enseignement général de Guipry-Messac.

## Titres et distinctions

### Décorations françaises
- Commandeur de la Légion d’honneur ;
- Croix de guerre 1939-1945 ;
- Croix de guerre TOE ;
- Croix de la Valeur militaire.

### Décorations russes
- Ordre du Drapeau rouge (4 juin 1945)
- Ordre de la Guerre patriotique 1° Classe (23 février 1945)
- Ordre de l’Étoile rouge (26 octobre 1944)